# Miloslav Gajdoš
Miloslav Gajdoš (* 13. April 1948 in Město Albrechtice) ist ein tschechischer Kontrabassist, Musikpädagoge und Komponist.

## Leben
Nachdem er zunächst Violinunterricht hatte, nahm Gajdoš von 1963 bis 1968 in Kroměříž Kontrabassunterricht bei Alois Kříž, den er in Brünn bei Jiří Bortlíček und zwischen 1976 und 1979 in Sommerkursen bei Ludwig Streicher fortsetzte. Zwischen 1968 und 1972 nahm er außerdem Kompositionsunterricht bei Zdeňek Zouhar. 1976 und 1977 war er Preisträger des Internationalen Kontrabasswettbewerbes in Markneukirchen.
Bereits während seines Studiums spielte Gajdoš Kontrabass im Theaterorchester von Brünn, später trat er als Solist auf. Er spielte mit der Mährischen Philharmonie Olmütz die tschechische Uraufführung von Giovanni Bottesinis Erstem Kontrabasskonzert, unternahm ab den 1990er Jahren mehrere Konzertreisen durch die USA und profilierte sich als einer der bedeutendsten Kontrabassvirtuosen des ausgehenden 20. Jahrhunderts. 2000 war er Mitbegründer der Internationalen Johannes-Matthias-Sperger-Gesellschaft.
Seit 1973 war Gajdoš Professor am Konservatorium von Kroměříž, wo er 1979 den Internationalen František-Gregora-Kontrabasswettbewerb initiierte und einen Bass Club gründete. Er unterrichtete später u. a. in Moskau, Debrecen, Miskolc, München, Dresden und Berlin und gab 1997 Meisterkurse an der New Yorker Juilliard School of Music. Zu seinen Schülern zählten Radomír Žalud, Miloslav Bubeníček, Roman Koudelka, Radoslav Šašina, Miloslav Jelínek, Pavel Klečka, Martin Šranko, Eva Šašinková, Luděk Zakopal, Miloslav Raisigl, Petr Ries und Jan Staněk.
Gajdoš bearbeitete mehr als 70 Werke für den Kontrabass, zudem komponierte er neben geistlicher Musik Werke für Kontrabass als solo und für mehrere Kontrabässe (vom Duo bis zum Quintett), für Kontrabass und Klavier sowie für Kontrabass und Orchester. Zudem machte er sich  auch einen Namen als Chor- und Orchesterdirigent.

## Quelle
- Alliance Publications, Inc. - G - Gajdos, Miloslav (Memento vom 30. September 2013 im Internet Archive)
- Slovak Doublebass Club - Miloslav Gajdoš

| Personendaten    | Personendaten                                            |
| ---------------- | -------------------------------------------------------- |
| NAME             | Gajdoš, Miloslav                                         |
| KURZBESCHREIBUNG | tschechischer Kontrabassist, Musikpädagoge und Komponist |
| GEBURTSDATUM     | 13. April 1948                                           |
| GEBURTSORT       | Město Albrechtice                                        |